# Museu Estatal de Baden
O Museu Estatal de Baden (alemão Badische Landesmuseum) é o maior museu do antigo estado de Baden, estado atualmente formador de Baden-Württemberg.